# Liste der Kulturdenkmale in Westerhever
In der Liste der Kulturdenkmale in Westerhever sind alle Kulturdenkmale der schleswig-holsteinischen Gemeinde Westerhever (Kreis Nordfriesland) und ihrer Ortsteile aufgelistet (Stand: 10. März 2025).

## Legende
In den Spalten befinden sich folgende Informationen:
- Objekt-ID: die Nummer des Kulturdenkmales
- Lage: die Adresse des Kulturdenkmales und die geographischen Koordinaten. Kartenansicht, um Koordinaten zu setzen. In der Kartenansicht sind Kulturdenkmale ohne Koordinaten mit einem roten Marker dargestellt und können in der Karte gesetzt werden. Kulturdenkmale ohne Bild sind mit einem blauen Marker gekennzeichnet, Kulturdenkmale mit Bild mit einem grünen Marker.
- Offizielle Bezeichnung: Bezeichnung des Kulturdenkmales
- Beschreibung: die Beschreibung des Kulturdenkmales
- Bild: ein Bild des Kulturdenkmales

## Sachgesamtheiten
| Objekt-ID      | Lage                                       | Offizielle Bezeichnung | Beschreibung | Bild                             |
| -------------- | ------------------------------------------ | ---------------------- | --- | -------------------------------- |
| 37441 Wikidata | Ahndelweg 2 (54° 23′ 1″ N, 8° 40′ 4″ O)    | Haubarg Knutzenswarft  | Haubarg Knutzenswarft: Haubarg Knutzenswarft, eingeschossiger Walmdachbau mit zurückspringendem Wohnteil und Backengiebel, korbbogiges Lootor, Backsteinfassade mit reduzierter Putzgliederung und Eisenankern, Ende 17. Jh., im Kern wohl älter; im Norden abgesetztes Nebengebäude, eingeschossiger Halbwalmdachbau mit Spitzgiebelzwerchhaus, 19. Jh.; Warft mit teilweise erhaltenem Baumkranz und einem Hausbaum; im Westen und Norden Graben. - Begründung: geschichtlich, städtebaulich, Kulturlandschaft prägend - Schutzumfang: Haubarg, Nebengebäude, Warft, Graben | BW                               |
| 40664 Wikidata | Dorfstraße 5 (54° 22′ 56″ N, 8° 40′ 33″ O) | Kirche St. Stephanus   | Aktualisierung vorgesehen - Begründung: geschichtlich, künstlerisch, städtebaulich, Kulturlandschaft prägend - Schutzumfang: Kirche St. Stephanus mit Ausstattung, Kirchhof, Grabmale bis 1870 | weitere Fotos \| Fotos hochladen |

## Bauliche Anlagen
| Objekt-ID     | Lage                                        | Offizielle Bezeichnung                            | Beschreibung | Bild                             |
| ------------- | ------------------------------------------- | ------------------------------------------------- | --- | -------------------------------- |
| 2064 Wikidata | Ahndelweg 2 (54° 23′ 1″ N, 8° 40′ 6″ O)     | Haubarg Knutzenswarft: Haubarg                    | Haubarg Knutzenswarft, eingeschossiger Walmdachbau mit zurückspringendem Wohnteil und Backengiebel, korbbogiges Lootor, Backsteinfassade mit reduzierter Putzgliederung und Eisenankern, Ende 17. Jh., im Kern wohl älter - Begründung: geschichtlich, Kulturlandschaft prägend - Schutzumfang: gesamtes Objekt - Denkmaltyp: Bauliche Anlage, Sachgesamtheit: Haubarg Knutzenswarft | BW                               |
| 2069 Wikidata | Dorfstraße 4 (54° 23′ 1″ N, 8° 40′ 42″ O)   | Haubarg Wogemannsburg                             | Erstmals erwähnt 1370. Acht Jahre nach der großen „Mandränke“ konnten die Bewohner, die Wogemänner, die sich als „üble“ Gesellen einen Namen gemacht hatten, überwältigt werden. Die Wogemannsburg wurde geschleift und die Steine zum Bau der Kirche genutzt. 1654 wurde der Haubarg neu aufgebaut und war gleichzeitig bis 1932 das Pastorat. Alteintragung (Aktualisierung vorgesehen) - Begründung: Alteintragung (Aktualisierung vorgesehen) - Schutzumfang: Alteintragung (Aktualisierung vorgesehen) - Denkmaltyp: Bauliche Anlage | BW                               |
| 2388          | Dorfstraße 5 (54° 22′ 56″ N, 8° 40′ 33″ O)  | Kirche St. Stephanus mit Ausstattung              | Die Kirche wurde 1804 errichtet, der Turm stammt aus dem Jahr 1370. Alteintragung (Aktualisierung vorgesehen) - Begründung: geschichtlich, künstlerisch, städtebaulich - Schutzumfang: gesamtes Objekt - Denkmaltyp: Bauliche Anlage, Sachgesamtheit: Kirche St. Stephanus | weitere Fotos \| Fotos hochladen |
| 41300         | Dorfstraße 9 (54° 22′ 55″ N, 8° 40′ 27″ O)  | Haubarg Jans                                      | Haubarg Jans; 1792; reetgedeckter Backsteinbau, Vierkant mit vier Ständern, Eichenhölzer des 16. Jhs. in Zweitverwendung, gezapfte Stechbalken mit doppelten Kopfbändern; zugehörige Warft mit Graben und Baumkranz - Begründung: geschichtlich, wissenschaftlich, Kulturlandschaft prägend - Schutzumfang: Haubarg Jans, Warft, Baumkranz - Denkmaltyp: Bauliche Anlage | BW                               |
| 2395          | Heerstraße 11 (54° 23′ 26″ N, 8° 41′ 47″ O) | Uthländisches Haus                                | Uthländisches Haus; 18./19. Jh.; eingeschossiger, langgestreckter Backsteinbau mit verputztem Mauerwerk unter reetgedecktem Walmdach, Giebel mit Ladeluke über dem Eingang - Begründung: geschichtlich, Kulturlandschaft prägend - Schutzumfang: gesamtes Objekt - Denkmaltyp: Bauliche Anlage | BW                               |
| 2394          | Heerstraße 24 (54° 23′ 51″ N, 8° 41′ 12″ O) | Uthländisches Haus                                | Uthländisches Haus; wohl Anf. 19. Jh.; eingeschossiger, langgestreckter Backsteinbau mit weiß geschlämmten Mauerwerk unter reetgedecktem Walmdach, an der südwestlichen Langseite Spitzgiebel über dem Eingang; Warft - Begründung: geschichtlich, Kulturlandschaft prägend - Schutzumfang: Uthländisches Haus, Warft - Denkmaltyp: Bauliche Anlage | BW                               |
| 2389 Wikidata | Leuchtturm 1 (54° 22′ 24″ N, 8° 38′ 24″ O)  | Leuchtturm Westerheversand                        | Der Leuchtturm ist ein See-, Quermarken- und Leitfeuer. Die Feuerhöhe beträgt 41 Meter, die Bauwerkshöhe 40 Meter. Die Tragweite des Lichts ist rund 21 Seemeilen (etwa 39 Kilometer). Die indirekte Sichtbarkeit des Lichtscheins beträgt bis über 55 Kilometer. Bei klarer Sicht ist er noch auf Helgoland auszumachen. Alteintragung (Aktualisierung vorgesehen) - Begründung: Alteintragung (Aktualisierung vorgesehen) - Schutzumfang: Alteintragung (Aktualisierung vorgesehen) - Denkmaltyp: Bauliche Anlage                       | weitere Fotos \| Fotos hochladen |
| 9694 Wikidata | Leuchtturm 1 (54° 22′ 25″ N, 8° 38′ 23″ O)  | Leuchtturmwärterhaus (Vogelschutz Jordsand e. V.) | Nordhaus Leuchtfeuerwärterhaus (Nationalpark-Seminarhaus, Naturschutzgesellschaft Schutzstation Wattenmeer e. V.) Alteintragung (Aktualisierung vorgesehen) - Begründung: Alteintragung (Aktualisierung vorgesehen) - Schutzumfang: Alteintragung (Aktualisierung vorgesehen) - Denkmaltyp: Bauliche Anlage | Fotos hochladen                  |
| 9695 Wikidata | Leuchtturm 1 (54° 22′ 23″ N, 8° 38′ 24″ O)  | Leuchtturmwärterhaus (Nationalpark Wattenmeer)    | Südhaus Leuchtfeuerwärterhaus (Naturschutzgesellschaft Schutzstation Wattenmeer e. V.) Alteintragung (Aktualisierung vorgesehen) - Begründung: Alteintragung (Aktualisierung vorgesehen) - Schutzumfang: Alteintragung (Aktualisierung vorgesehen) - Denkmaltyp: Bauliche Anlage | Fotos hochladen                  |
| 7591 Wikidata | Leuchtturm (54° 22′ 34″ N, 8° 38′ 38″ O)    | Fußweg „Stockenstieg“                             | Der Fußweg vom Leuchtturm zum Deich ist ein historischer Klinkerweg. Alteintragung (Aktualisierung vorgesehen) - Begründung: Alteintragung (Aktualisierung vorgesehen) - Schutzumfang: Alteintragung (Aktualisierung vorgesehen) - Denkmaltyp: Bauliche Anlage | weitere Fotos \| Fotos hochladen |
| 51378         | Steinhütten 2 (54° 22′ 32″ N, 8° 41′ 55″ O) | Haubarg                                           | Haubarg; 1826; reetgedeckter Backsteinbau, Wohnteil mit Haubarggerüst (4 Ständer), Wirtschaftsteil Ende 19. Jh. mit Sechsständergerüst und Drempelkonstruktion; zugehörige Warft mit Graben und Baumkranz - Begründung: geschichtlich, wissenschaftlich, Kulturlandschaft prägend - Schutzumfang: Haubarg, Warft - Denkmaltyp: Bauliche Anlage | BW                               |
| 2390 Wikidata | Stufhusen 12 (54° 23′ 42″ N, 8° 39′ 49″ O)  | Haubarg Stufhusen                                 | Haubarg auf Großwarft. Nachweislich bewohnt seit 1767. 1793 abgebrannt und neu gebaut. Alteintragung (Aktualisierung vorgesehen) - Begründung: geschichtlich, städtebaulich - Schutzumfang: gesamtes Objekt - Denkmaltyp: Bauliche Anlage | Fotos hochladen                  |
| 2398 Wikidata | Süderdeich 2 (54° 22′ 36″ N, 8° 39′ 38″ O)  | Haubarg Rosenhof                                  | Haubarg und Backscheune auf einer Hauswarft. Bewohnt nachweislich seit 1694. Alteintragung (Aktualisierung vorgesehen) - Begründung: Alteintragung (Aktualisierung vorgesehen) - Schutzumfang: Alteintragung (Aktualisierung vorgesehen) - Denkmaltyp: Bauliche Anlage | Fotos hochladen                  |
| 8904 Wikidata | Süderdeich 4 (54° 22′ 29″ N, 8° 39′ 50″ O)  | Haubarg Boikenwarft                               | Nach einem Brand des Wohnhauses wurde 1790 das Wohnhaus mit dem dahinter liegenden Haubarg zu einem Gebäude verbunden. Bewohnt nachweislich seit 1737. Alteintragung (Aktualisierung vorgesehen) - Begründung: geschichtlich, wissenschaftlich, künstlerisch, Kulturlandschaft prägend - Schutzumfang: gesamtes Objekt - Denkmaltyp: Bauliche Anlage | Fotos hochladen                  |
| 2393          | Süderdeich 14 (54° 22′ 42″ N, 8° 39′ 5″ O)  | Uthländisches Haus                                | Uthländisches Haus; 2. H. 19. Jh.; eingeschossiger, langgestreckter Backsteinbau unter reetgedecktem Walmdach, an der südwestlichen Langseite Spitzgiebel über dem Eingang, Segmentbogenfenster mit verputzten Bögen - Begründung: geschichtlich, Kulturlandschaft prägend - Schutzumfang: gesamtes Objekt - Denkmaltyp: Bauliche Anlage | BW                               |
| 41301         | Tofthof 1 (54° 22′ 44″ N, 8° 40′ 39″ O)     | Haubarg                                           | Haubarg; im Kern 17. und 18. Jh.; reetgedeckter Haubarg mit backsteinernen Außenmauern, westliches Vorhüs mit Flügel nach Süden, östlich Achterhüs mit Spitzgiebel über dem Lootor, im Inneren Vierkant aus sechs Kieferständern - Begründung: geschichtlich, wissenschaftlich, Kulturlandschaft prägend - Schutzumfang: gesamtes Objekt - Denkmaltyp: Bauliche Anlage | BW                               |

## Gründenkmale
| Objekt-ID      | Lage                                       | Offizielle Bezeichnung | Beschreibung | Bild            |
| -------------- | ------------------------------------------ | ---------------------- | --- | --------------- |
| 19561 Wikidata | Dorfstraße 5 (54° 22′ 56″ N, 8° 40′ 35″ O) | Kirchhof               | Alteintragung (Aktualisierung vorgesehen) - Begründung: geschichtlich, Kulturlandschaft prägend - Schutzumfang: Kirchhof, Grabmale bis 1870 - Denkmaltyp: Gründenkmal, Sachgesamtheit: Kirche St. Stephanus | Fotos hochladen |

## Quelle
- Liste der Kulturdenkmale in Schleswig-Holstein – Kreis Nordfriesland (PDF)